# Samsung Galaxy M54 5G
Samsung Galaxy M54 5G — смартфон середнього рівня, розроблений Samsung Electronics, що входить до серії Galaxy M. Був представлений 22 березня 2023 року. 6 червня того ж року смартфон був представлений в Індії як Samsung Galaxy F54 5G.

## Дизайн
Передня панель виконана зі скла Corning Gorilla Glass 5. Задня панель та бокова частина виготовлені з пластику.
Ззаду, як і більшість смартфонів Samsung, Galaxy M54 5G/F54 5G подібний до лінійки Samsung Galaxy S23.
Знизу знаходяться роз'єм USB-C, динамік та мікрофон. Зверху розташований другий мікрофон. З лівого боку розміщений гібридний слот під 2 SIM-картки або 1 SIM-картку і карту пам'яті формату microSD до 1 ТБ. З правого боку розміщені кнопки регулювання гучності та кнопка блокування смартфона, в яку вбудований сканер відбитків пальців.
Смартфони продавалися в наступних кольорах:
| Колір | Назва         | Назва           |
| Колір | Galaxy M54 5G | Galaxy F54 5G   |
| ----- | ------------- | --------------- |
|       | Темно-синій   | Meteor Blue     |
|       | Срібний       | Stardust Silver |

## Технічні характеристики

### Апаратне забезпечення

#### Платформа
Пристрій отримав процесор Samsung Exynos 1380 та графічний процесор Mali-G68 MP5.

#### Акумулятор
Акумуляторна батарея отримала об'єм 6000 мА·год та підтримку швидкої зарядки на 25 Вт.

#### Камера
Моделі отримали основну потрійну камеру 108 Мп, f/1.8 (ширококутний) з фазовим автофокусом та оптичною стабілізацією зображення + 8 Мп, f/2.2 (надширококутний) + 2 Мп, f/2.4 (макро) та фронтальна камеру 32 Мп, f/2.2 (ширококутний). Основна та фронтальна камери вміють записувати відео в роздільній здатності 4K@30fps.

#### Екран
Екран Super AMOLED Plus, 6.7", FullHD+ (2400 × 1080) зі щільністю пікселів 393 ppi, співвідношенням сторін 20:9, частотою оновлення дисплея 120 Гц та Infinity-O (круглим) вирізом під фронтальну камеру, що знаходиться зверху в центрі.

#### Пам'ять
Galaxy M54 5G продавався в комплектаціях 8/128 та 8/256 ГБ, коли Galaxy F54 5G продавався тільки в конфігурації 8/256 ГБ.

### Програмне забезпечення
Смартфон був випущений на One UI 5.1 на базі Android 13 і був оновлений до One UI 7.0 на базі Android 15.